# Cometa Tempel 1

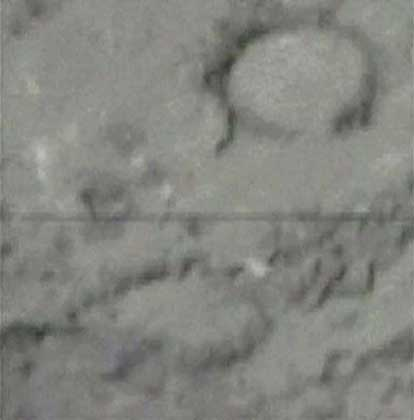
Detall d'un cràter a la superfície del cometa, fotografiat per la sonda d'impacte disparada des de la Deep Impact uns segons abans de l'impacte.

El 9P/Tempel o Tempel 1 és un cometa periòdic, descobert el 3 d'abril de 1867 per Ernst Wilhelm Leberecht Tempel, un astrònom que treballava a Marsella.
Quan va ser descobert, el cometa arribava al seu periheli una vegada cada 5,68 anys. Es va tornar a observar el 1873 i el 1879. No obstant això, l'òrbita del Tempel 1 s'acosta a vegades a Júpiter, fet que provoca un canvi en el seu període orbital. Aquest esdeveniment va ocórrer el 1881, allargant el període orbital a 6,5 anys. El periheli també va canviar, augmentant-se en 50 milions de quilòmetres, deixant al cometa molt menys visible des de la Terra. Com a resultat, els astrònoms van perdre la pista al cometa i van suposar que s'havia desintegrat. No va ser fins als anys 60 quan l'astrònom americà Brian G. Marsden torna a descobrir Tempel 1, al realitzar càlculs precisos de l'òrbita del cometa, tenint en compte pertorbacions de Júpiter. El seu període orbital actual equival a 5,5 anys.
El Tempel 1 no és un cometa brillant; la seva màxima magnitud aparent ha sigut, de moment, d'11, molt per davall de la visibilitat a simple vista. Es creu que el seu grandària és de 14 per 4 quilòmetres, basats en mesures preses pel Telescopi Espacial Hubble amb llum visible i pel Telescopi Espacial Spitzer amb llum infraroja. Combinant estes observacions també es va obtenir un baix albedo, de només un 4%. Es va determinar també una taxa de rotació de dos dies.
El 4 de juliol de 2005, a les 05:52 UTC, la sonda espacial Deep Impact de la NASA va llançar un projectil que va impactar contra el Tempel 1. Els telescopis espacials van observar el fenomen que momentàniament augmentà la brillantor del cometa unes 30 vegades mentre la sonda Deep Impact, que es trobava a només 500 km del cometa, va observar l'impacte, que va alçar un núvol de gas i pols que es va estendre uns 1.800 km. Els detalls exactes del cràter que es va formar encara no es coneixen. Es creu que pot mesurar uns 200 metres de diàmetre i de 30 a 50 metres de profunditat, encara que pot ser molt més xicotet depenent de la composició i estructura del cometa.

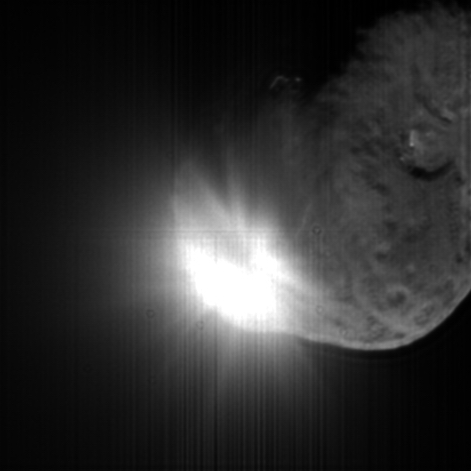
El projectil llançat per la Deep Impact xoca amb el Tempel 1